# Alba Camps i Roca
Alba Camps i Roca (Puig-reig, 12 de maig de 1989) és una política catalana, del partit d'Esquerra Republicana de Catalunya, actualment diputada al Parlament de Catalunya. Ha estat regidora de l'Ajuntament de Puig-reig i delegada del govern de la Generalitat a la Catalunya Central.
Llicenciada en sociologia per la UAB, especialitat en educació i cultura, té un postgrau i un màster en resolució de conflictes i promoció de la convivència. Des de les eleccions de 2015 és regidora de l'Ajuntament de Puig-reig, per la llista JxP-ERC-AM, encarregada de Benestar Social, Ciutadania i Salut. També ha estat secretària de dona i igualtat de l'executiva d'ERC al Berguedà i tresorera i secretària de Dona i Igualtat de l'executiva d'ERC a Puig-reig.
El 17 de juliol de 2018 fou nomenada delegada territorial del Govern de la Generalitat a la Catalunya Central, en substitució de Laura Vilagrà, que havia estat destituïda arran de l'aplicació de l'article 155. Va cessar d'aquest càrrec el 15 de juny de 2021, substituïda per Rosa Vestit, ja que Camps, que era la vintena de la llista d'ERC a les eleccions al Parlament del 14 de febrer, va entrar com a diputada per ocupar el lloc que deixava Ester Capella en esdevenir delegada de la Generalitat a Madrid. Uns dies abans també va deixar el càrrec de regidora i tinent d'alcalde de l'Ajuntament de Puig-reig, cosa que va generar canvis en el cartipàs municipal.
A la renovació de l'Executiva Nacional d'ERC que es va produir també al mes de juny de 2021, Camps hi va entrar per dirigir la secretaria de política municipal.